# 276E busz (Budapest)
A budapesti 276E jelzésű autóbusz az Örs vezér tere és Rákoscsaba-Újtelep között közlekedik. A viszonylatot a Budapesti Közlekedési Zrt. üzemelteti. A járműveket a Cinkotai autóbuszgarázs állítja ki. Mind az utaslétszámot, mind a kiadott járművek számát tekintve a járat a Cinkotai buszgarázs – valamint az Örs vezér teréről a XVI. és XVII. kerületeket egyaránt átszelő – szóló viszonylatainak legforgalmasabbika volt. 2009-ben tervezték, hogy a szóló kocsikat csuklós buszok váltották fel, de végül kocsihiány miatt a kezdeményezés elhalt – néhány hónapig azonban gyakran lehetett csuklós buszokat látni a viszonylaton. Egy évvel később, 2010 augusztusától hétköznapokon a szóló buszokat csuklósok váltották fel. 2013-tól viszont mindennap csuklósokkal lehet utazni a vonalon.

## Története
2007. augusztus 21-étől a megszűnt 76-os busz helyett 276E jelzéssel új járat közlekedik az Örs vezér tere és Rákoscsaba-Újtelep, Naplás út között változatlan útvonalon.
2007 őszétől az Örs vezér tere irányában az Egyenes utcai lakótelepnél is megáll a 276E, hogy pótolja a 44-es busz kieső kapacitását. 2009. augusztus 22-én új megállóhelyet létesítettek a Diadal utca és a Tura utca kereszteződésében. 2013. február 4-étől Rákoscsaba-Újtelep felé is megáll az Egyenes utcai lakótelepnél.
2021. november 13-ától hétvégente és ünnepnapokon, valamint 2024. február 5-étől este 20 óra után az autóbuszokra kizárólag az első ajtón lehet felszállni, ahol a járművezető ellenőrzi az utazási jogosultságot.

## Útvonala
| Örs vezér tere → Rákoscsaba-Újtelep → Örs vezér tere |
| Örs vezér tere M+H vá. – Fehér út – Kerepesi út – Veres Péter út – Bökényföldi út – Rákosligeti határút – Cinkotai út – Gyöngytyúk utca mh. – Cinkotai út – Liget sor – Ferihegyi út – Ananász utca – Naplás út – Diadal utca – Ároktő út – XVIII. utca – XVII. utca – Gyöngytyúk utca – Cinkotai út – Rákosligeti határút – Bökényföldi út – Veres Péter út – Kerepesi út – Fehér út – Örs vezér tere M+H vá. |

## Megállóhelyei
| 0  | Örs vezér tere M+H végállomás         | 65 | 10, 31, 32, 44, 45, 67, 85, 85E, 97E, 131, 144, 161, 161A, 161E, 168E, 169E, 174, 176E, 231, 244, 277 80, 81, 82, 82A 3, 62, 62A |
| 2  | Örs vezér tere M+H (Kerepesi út)      | ∫  | 44, 45, 67, 176E 410, 419, 430, 440, 441, 484, 485, 486, 505, 508, 509, 510 1040, 1049, 1070, 1075, 1077, 1078                   |
| 6  | Egyenes utcai lakótelep               | 60 | 44, 45, 176E |
| 9  | Lándzsa utca (↓) Thököly út (↑)       | 58 | 44, 45, 176E, 277 |
| 14 | Jókai Mór utca (Rendőrség)            | 55 | 44, 46, 92, 92A, 146, 176E 410, 440, 441                                                                                         |
| 14 | Mátyásföld, repülőtér H               | 54 | 44, 46, 92, 92A, 146, 176E |
| 15 | Mátyásföld, Imre utca H               | 53 | 92, 92A, 176E 410, 440, 441 |
| 16 | Bökényföldi út (↓) Veres Péter út (↑) | 53 | 92, 92A, 176E |
| 17 | Hunyadvár utca                        | 52 | 176E |
| 18 | Újszász utca                          | 51 | 45, 46, 146, 176E |
| 19 | Nebántsvirág utca (↓) Petőfi tér (↑)  | 50 | 176E |
| 20 | Zsemlékes út                          | 49 | 176E |
| 22 | EGIS Gyógyszergyár                    | 47 | 176E |
| 22 | Injekcióüzem                          | 46 | 176E |
| 24 | Cinkotai autóbuszgarázs               | 45 | 46, 146, 146A, 176E |
| 25 | Vidor utca                            | 43 | 46, 146, 146A, 176E |
| 25 | Gyöngytyúk utca                       | 42 | 46, 176E, 261E |
| 26 | Liget sor                             | ∫  | 261E |
| 27 | Liszt Ferenc utca                     | ∫  | 261E |
| ∫  | Tarack utca                           | 40 | 146, 146A, 176E, 261E |
| 29 | Rákosliget vasútállomás               | ∫  | 98, 146, 146A, 176E, 198, 261E S80                                                                                               |
| 30 | IV. utca                              | ∫  | 98, 176E, 198, 261E |
| 30 | Hősök tere                            | ∫  | 98, 146, 146A, 176E, 198, 261E                                                                                                   |
| 31 | XVIII. utca                           | 38 | 98, 146, 146A, 176E, 198, 261E                                                                                                   |
| 32 | Ananász utca / Ároktő út              | ∫  | 198 |
| 33 | Bártfai utca / Ananász utca           | ∫  | 198, 275 |
| 34 | Almásháza utca                        | ∫  | 198 |
| 35 | Jászivány utca                        | ∫  | 98, 176E, 198 |
| 36 | Tura utca / Diadal utca               | ∫  | 98 482 |
| 36 | Bártfai utca / Diadal utca            | ∫  | 98, 176E, 275 |
| 37 | Ároktő út                             | 37 | 98, 176E |